# 156580 Madách
A 156580 Madách (ideiglenes jelöléssel (156580) 2002 EF157) a Naprendszer kisbolygóövében található aszteroida. Sárneczky Krisztián fedezte fel 2002. március 3-án.